# Paul Roux (Maler)

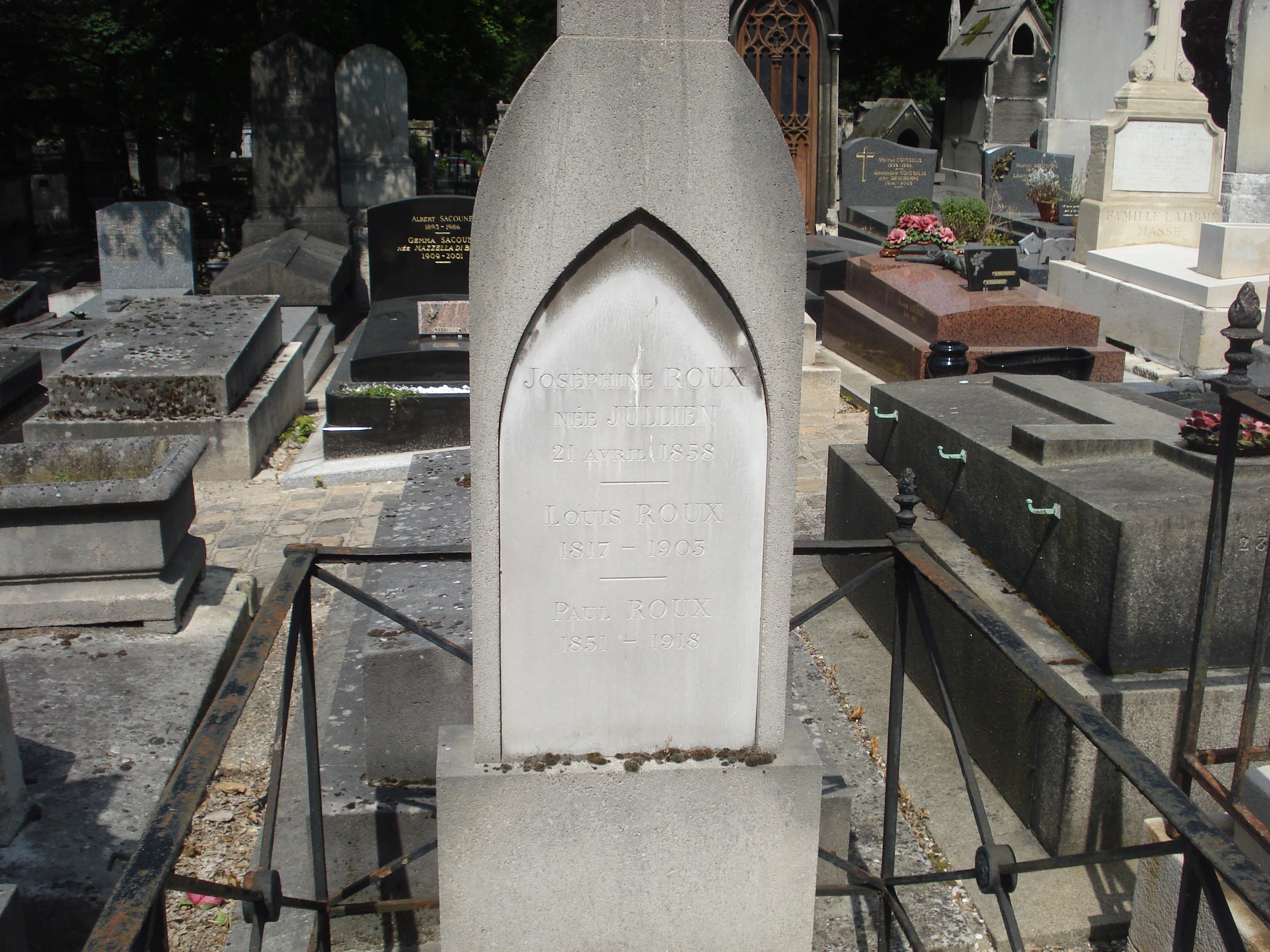
Grabstein auf dem Friedhof Montmartre

Paul Louis Joseph Roux (* 1835/1845 in Paris; † März 1918) war ein französischer Maler und Graveur.

## Leben
Roux war ein Sohn des Malers Louis Roux (1817–1903) und ein Enkel des Medailleurs Louis-Stéphane Roux († 1832). Seinen ersten künstlerischen Unterricht bekam er von seinem Vater und mit dessen Unterstützung wurde er später Schüler an der École des Beaux-Arts; u. a. bei Alexandre Cabanel und Henri Harpignies.
Roux malte überwiegend Plein-air, meist im Wald von Fontainebleau und stand dadurch auch der Schule von Barbizon nahe. Durch Alexandre Cabanelo konnte Roux ab 1870 regelmäßig an den großen, jährlich stattfindenden Ausstellungen des Salon de Paris teilnehmen.
Roux war Mitglied der Société des artistes français.

## Werke (Auswahl)
- La pointe de Pospoder. 1879.
- Le Minou à Brest.
- Boucle de la Seine à Tournedos (Eure).
- Environs de Camaret. (ein Zyklus von neun Aquarellen).